# Школьный, Фёдор Митрофанович
Фёдор Митрофанович Школьный (1908 год — 1977 год, Днепродзержинск, Украинская ССР) — управляющий отделением зернового совхоза № 2 имени Сталина Министерства вкусовой промышленности СССР, Краснодарский край. Герой Социалистического Труда (1948).

## Биография
Родился в 1908 году (по другим сведениям — в 1909 году) в одном из сельских населённых пунктов современного Краснодарского края. Трудовую деятельность начал в раннем возрасте. С 1930-х годов обучался на рабфаке, сельскохозяйственном институте. Участвовал в Великой Отечественной войне. Воевал в составе 47-го кавалерийского полка 3-й гвардейской кавалерийской дивизии 2-го гвардейского Отдельного кавалерийского корпуса под командованием Льва Доватора. Несколько раз был ранен. В феврале 1943 года обморозил ноги и лишился обеих ступней.
После демобилизации возвратился в Краснодарский край, где стал трудиться в совхозе имени Сталина (позднее — совхоз «Октябрьский»). Был назначен управляющим совхозного отделения № 2. Несмотря на инвалидность, вывел отделение на первое место в совхозном социалистическом соревновании.
В 1947 году отделение под его руководством получило в среднем по 30,52 центнеров пшеницы с каждого гектара на участке площадью 38 гектаров. Указом Президиума Верховного Совета СССР от 29 апреля 1948 года «за получение высоких урожаев пшеницы и ржи в 1947 году при выполнении совхоза плана сдачи государству сельскохозяйственных продуктов в 1947 году и обеспеченности семенами всех культур в размере полной потребности для весеннего сева 1948 года» удостоен звания Героя Социалистического Труда с вручением Ордена Ленина и золотой медали Серп и Молот.
В последующие годы вынужден был оставить работу по состоянию здоровья. Переехал к своей дочери в Днепродзержинск. Скончался в 1977 году в Днепродзержинске, Украинская ССР.
Награды
- Герой Социалистического Труда
- Орден Ленина
- Орден Отечественной войны (06.11.1945)